# Сима Чі
Сима Чі (спрощ.: 司馬熾; піньїнь: Sima Chi; 284 —14 березня 313) — 3-й китайський імператор з династії Цзінь у 307–311 роках. Храмове ім'я Хуай-ді.

## Життєпис

### Молоді роки
Походив з імператорського роду Сима. Був сином імператора Сима Яня та його дружини Ван. 290 року незадовго перед смертю його батько  надав Чі титул князя Ючжан. Під час «війни восьми князів» у 301–306 роках Сима Чі мало втручався в політичну боротьбу. Більше уваги приділяв своїй освіті. 304 року один з регентів Сима Юн змусив імператора Хуей-ді зробити Сима Чі спадкоємцем трону. Невдовзі після смерті 307 року Хуей-ді новим імператором було проголошено Сима Чі. Він прийняв ім'я Хуай-ді.

### Володарювання
Від самого початку Сима Чі намагався відновити могутність своєї імперії, посилити централізацію влади, послабити вплив місцевих князів з роду Сима. Втім цьому протидіяв регент Сима Юе, який переміг у боротьбі восьми князів. Тоді, щоб незалежити від уряду на чолі із Сима Юе, імператор навесні 307 року перебрався до міста Сюйчан (сучасна провінція Хенань). Поступово Хуай-ді перебрав на себе значну частину влади. Стурбований цим Сима Юе 309 року підбурив заколот, стративши найближчих радників імператора. Самого Сима Чі відправлено до столиці, а імператорську гвардію розпущено.
Втім конфлікт між імператором та Сима Юе, а також Сима Юе й іншими князями зростав. 310 року значна кількість князів відвела свої війська з центральних районів імперії, залишивши лише війська Сима Юе. Останній вступив у боротьбу з Сюнь Сі, військовим комендатом провінції Цин (сучасні центральні та східні райони провінції Шаньдун). При цьому Сюнь Сі таємно підтримував імператор Сима Чі. Зрештою 311 року під час бойових дій Сима Юе помер. Його прибічники відступили до Дунхая, спадкового князівства Сима Юе, залишивши Лоян практично незахищеним. Цим скористалися хунну з царства Північна Хань, які захопили цзіньську столицю. Під час штурму міста було вбито близько 30 тисяч китайських солдатів, а під час грабежів хунну вирізали ще до 30 тисяч мирних мешканців і забрали в полон самого імператора.
Деякий час імператор Сима Чі перебував у полоні в хунну, а 313 року його було раптово страчено. Це спричинило безлад в імперії, назважаючи на спроби Сима Е відновити міць держави.